# 禹岚馨
禹岚馨（1994年5月22日—），广东深圳人，是一位90后中国大陆电影电视剧编剧、导演。代表作：《再见十八班》，《再见吧！少年》

## 生平与教育背景
禹岚馨出生于广东省深圳市，2012年毕业于深圳外国语学校高中部，在高中期间，禹岚馨曾担任深圳外国学校高中班广播中心负责人，高三时，她参加了中传播音主持（英语类）的面试，并成为当年全国通过考试录取的20个女生之一。
2016年，禹岚馨毕业并获得学士学院于清华大学经济管理学院。
2019年，禹岚馨毕业于南加州大学电影学院并获得硕士学位。

## 职业生涯
2014年，禹岚馨作为导演和编剧拍摄了《风起梧桐》，在拍摄过程中，剧组的资金与设备条件非常紧张，通过各方的支持和努力，完成了这部由学生作为主演的青春校园电影。在禹岚馨创作剧本的过程中，曾收到一些影视公司10万元的出价并签约作为导演，但她坚持自己制作并出品整部电影。
2018年，她编剧并导演的电影《再见十八班》在爱奇艺上线，上线首周播放量突破两百万并获得豆瓣超过8.2的评分，这部电影的剧本由真实事件改编，剧中的老师谭睿明的原型，唐锐光老师，曾是深圳外国语学校高中部的优秀教师。电影讲述了一个优秀的教师如何改变了学生的一生。电影原声带《再见十八班原声带》在网易云音乐上线，其中片尾曲《十八班班歌》与插曲《To Us, From Us》均获得999+评论并且超过两百万播放量。
2020年，禹岚馨编剧作品《再见吧! 少年》由刘敏涛，谭凯，荣梓杉主演，该电影剧本由真实故事改编，讲述了一个患白血病却坚持热爱音乐梦想的少年故事，由爱奇艺制作，10月5日在中国大陆上映。 其中，插曲《思念一个荒废的名字》由陈楚生演唱，推广曲《翅膀》由TheNine 谢可寅演唱。
2023年，由禹岚馨编剧与导演，深圳梧桐计划影业与映川文化联合制作的电影同名衍生剧《再见十八班2025》在深圳市龙岗区举行了开机仪式。这部二十四集的电视剧集耗时四年筹备剧本，讲述了深圳新一代年轻人的生活。在2023年秋季结束拍摄并在深圳龙岗取景，并于2025年1月22日在爱奇艺播出。

## 奖项
2018年：编剧，导演作品短电影《一期一会》入围第十八届美国DC APA电影节
2019年：原创剧本《再见吧! 少年》获得金鸡奖最佳儿童片

## 主要作品

### 电影作品
| 上映年份 | 片名           | 职责      |
| -------- | -------------- | --------- |
| 2014年   | 风起梧桐       | 编剧 导演 |
| 2017年   | 他曾住我眼睛里 | 编剧 导演 |
| 2018年   | 再见十八班     | 编剧 导演 |
| 2020年   | 再见吧，少年   | 编剧      |
| 2022年   | 青春事         | 编剧 导演 |

### 电视剧作品
| 首播年份 | 片名           | 职责      |
| -------- | -------------- | --------- |
| 2025年   | 再见十八班2025 | 编剧 导演 |